# Love and Duty
Love and Duty é um curta-metragem mudo norte-americano de 1916, do gênero comédia, com o ator cômico Oliver Hardy.

## Elenco
- Oliver Hardy - Pvt. Plump (como Babe Hardy)
- Billy Ruge - Lt. Runt
- Bert Tracy - Coronel. Tracy
- Florence McLaughlin - (como Florence McLoughlin)
- Ray Godfrey